# 能源作物

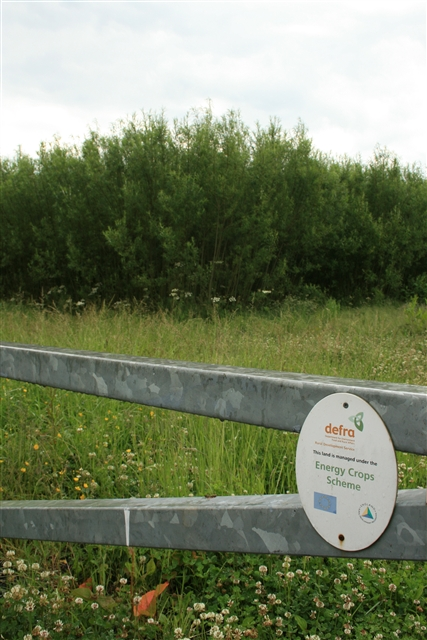
英国环境、食品和农村事务部能源作物种植园计划。此类能源作物可用于传统发电站或专用发电装置，从而减少化石燃料产生的二氧化碳排放量。

能源作物是一种特别为生产可再生生物能源（而非食品）而种植作物。其特点是成本低、维护成本少。这些作物可以加工成各种形式的燃料，包括固体、液体或气体燃料，如颗粒、生物乙醇或沼气。这些燃料可以用于发电或供热。
这些植物通常分为木本植物或草本植物。木本植物包括柳树和杨树，草本植物包括芒草和紫狼尾草（均称为象草）。草本作物虽然体积比树木小，但其地下储存的 CO 2 （以碳的形式）数量大约是木本作物的两倍。 
通过基因改造等生物技术程序，可以操纵植物以创造更高的产量。现有品种也可以实现相对较高的产量。  :250然而，一些额外的优势，例如降低相关成本 和减少用水量，只能通过使用转基因作物来实现。

## 类型

### 固体生物质

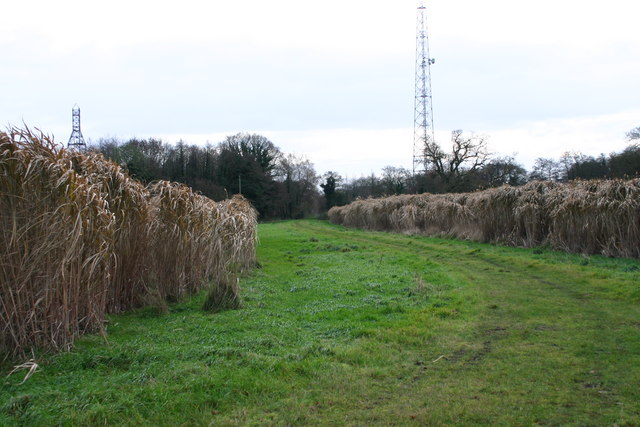
象草是一种实验性能源作物。

固体生物质通常制成颗粒状，用于火力发电站的燃烧，可以单独燃烧，也可以与其他燃料混合燃烧。或者，它可以用于供热或热电联产（CHP）生产。
在短轮伐林(SRC) 农业中，柳树和杨树等快速生长的树种在三到五年的短周期内生长和收获。这些树在潮湿的土壤条件下生长得最好。不能排除对当地水状况的影响。应避免在脆弱湿地附近建立设施。   

### 气体生物质（甲烷）
玉米、苏丹草、小米、白甜三叶草等多种农作物都可以用于制作青贮饲料，然后将其转化为沼气。一旦经过青贮处理，这些材料可以直接供应给厌氧消化池或沼气厂，作为能源作物的重要原料。德国生物农业中增长最快的领域之一就是“可再生能源作物”，种植面积已接近500,000公顷（1,200,000英亩）土地（截至2006年）。在低能量含量的肥料和已变质的谷物等原料中，也可以种植能源作物，以提高天然气产量。一些小型农场兼有畜牧业，它们可以在部分土地上种植和转化能源作物，用大约五分之一的土地来满足整个农场的能源需求。然而，在欧洲，特别是在德国，这种迅速增长的趋势通常需要政府的大力支持，例如德国的可再生能源奖励制度。

### 液体生物质

#### 生物柴油

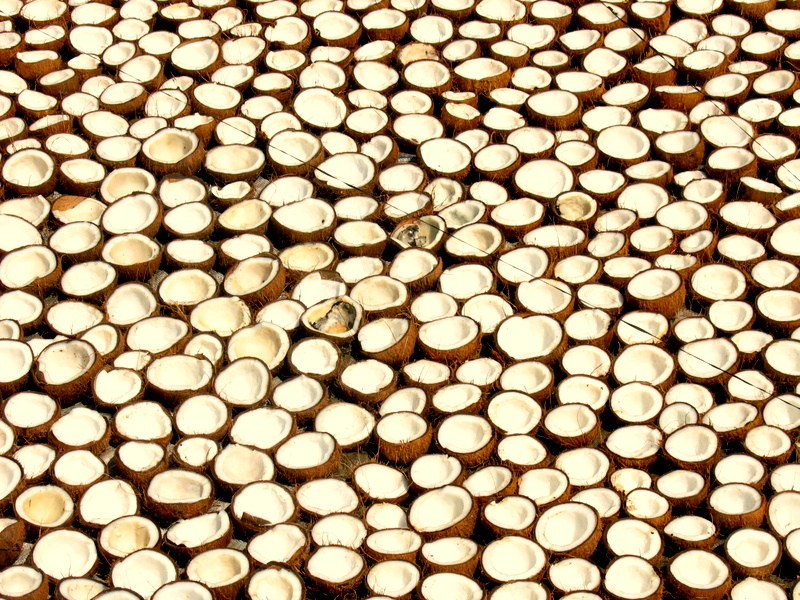
在喀拉拉邦科泽科德晒干的椰子，用于制作椰干，即干椰子肉或椰子仁。从中提取的椰子油使干椰肉成为许多椰子生产国的重要农产品。它还生产椰子饼，主要用作牲畜饲料。

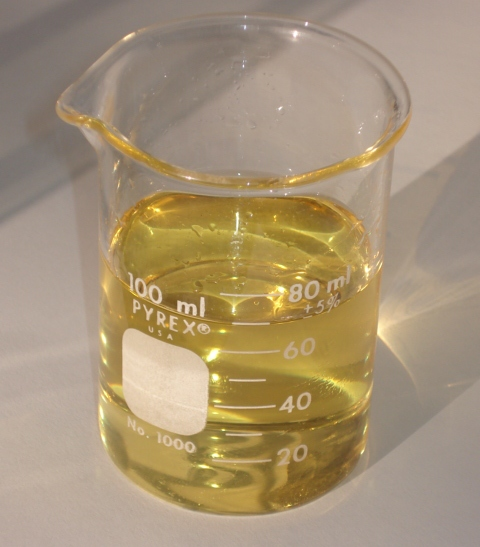
纯生物柴油 (B-100)，由大豆制成

欧洲利用能源作物生产生物柴油的产量在过去十年中稳步增长，主要集中在用于石油和能源的油菜籽。利用油菜生产石油/生物柴油覆盖超过 12,000 仅在德国就有2公里，并且在过去 15 年里翻了一番。 
| 庄稼   | 油 % |
| ------ | ---- |
| 椰干   | 62   |
| 蓖麻子 | 50   |
| 芝麻   | 50   |
| 花生仁 | 42   |
| 麻风树 | 40   |
| 油菜籽 | 37   |
| 棕榈仁 | 36   |
| 芥菜种 | 35   |
| 向日葵 | 32   |
| 棕榈果 | 20   |
| 大豆   | 14   |
| 棉籽   | 13   |

#### 生物乙醇
用于生产纤维素生物乙醇的两种主要非粮食作物是柳枝稷和巨芒草。由于在许多地区缺乏支持生物甲烷的农业结构，缺乏信贷和奖励计划，美国一直对纤维素生物乙醇表现出浓厚的兴趣。因此，很多私人资金和投资者都将希望寄托在可销售和可申请专利的创新领域，例如酶水解和类似工艺上。
生物乙醇也是一种技术，主要通过将玉米（玉米种子）直接发酵生产乙醇。然而，在某些情况下，特别是在特定现场和工艺条件下，这个过程所消耗的能量与所产生的乙醇的能量价值相当，因此不太可持续。最新的研究进展表明，将谷物酒糟（称为酒糟或DGS）转化为沼气的方法可能会成为改善这类生物乙醇生产的低能耗比例的一种途径。

## 能源作物在火力发电站的应用
有多种方法可以减少或甚至消除化石燃料发电厂的碳排放。一种常见且经济高效的方法是将发电厂改造成使用不同类型的燃料，比如能源作物或生物质。在某些情况下，如果这些能源作物或生物质正好是发电厂所需的原料，使用生物质热能可以对电厂产生积极效益。此外，当将能源作物用作燃料时，如果同时实施生物炭生产，火力发电厂甚至可以实现碳排放值为负，而不仅仅是达到碳中性。提高燃煤电厂的能源效率也可以显著减少排放。

## 可持续性方面
近年来，生物燃料作为化石燃料的一种潜在替代品在许多国家变得越来越受欢迎。因此，深入了解这种可再生资源的可持续性变得至关重要。使用生物燃料带来了众多好处，例如减少温室气体排放、成本较低（相较于化石燃料）、具备可再生性等。这些能源作物也可以用于发电。将木质纤维素和生物燃料与电力生产相结合已被证明非常高效。根据经济合作与发展组织（OECD）/粮食及农业组织的数据（粮农组织），从2008年到2013年，全球生物燃料产量增长了109％，预计将再增长60％以满足未来需求。
能源作物的使用和需求的预计增加引发了关于这种资源是否可持续的问题。生物燃料产量的大幅增长导致土地利用模式发生变化，对生态系统（包括土壤和水资源）产生了重大影响，同时也加剧了用于种植能源作物、粮食或饲料作物的土地竞争。未来用于生物能源原料的植物应当具有快速生长、高产量，并在生长和收获等方面需要很少的能量投入。虽然使用能源作物进行能源生产有助于减少温室气体排放，而且价格相对较低，但我们仍需要解决成本、效率和维护所需空间等关键问题，以便更广泛地采用生物燃料。

### 碳中和

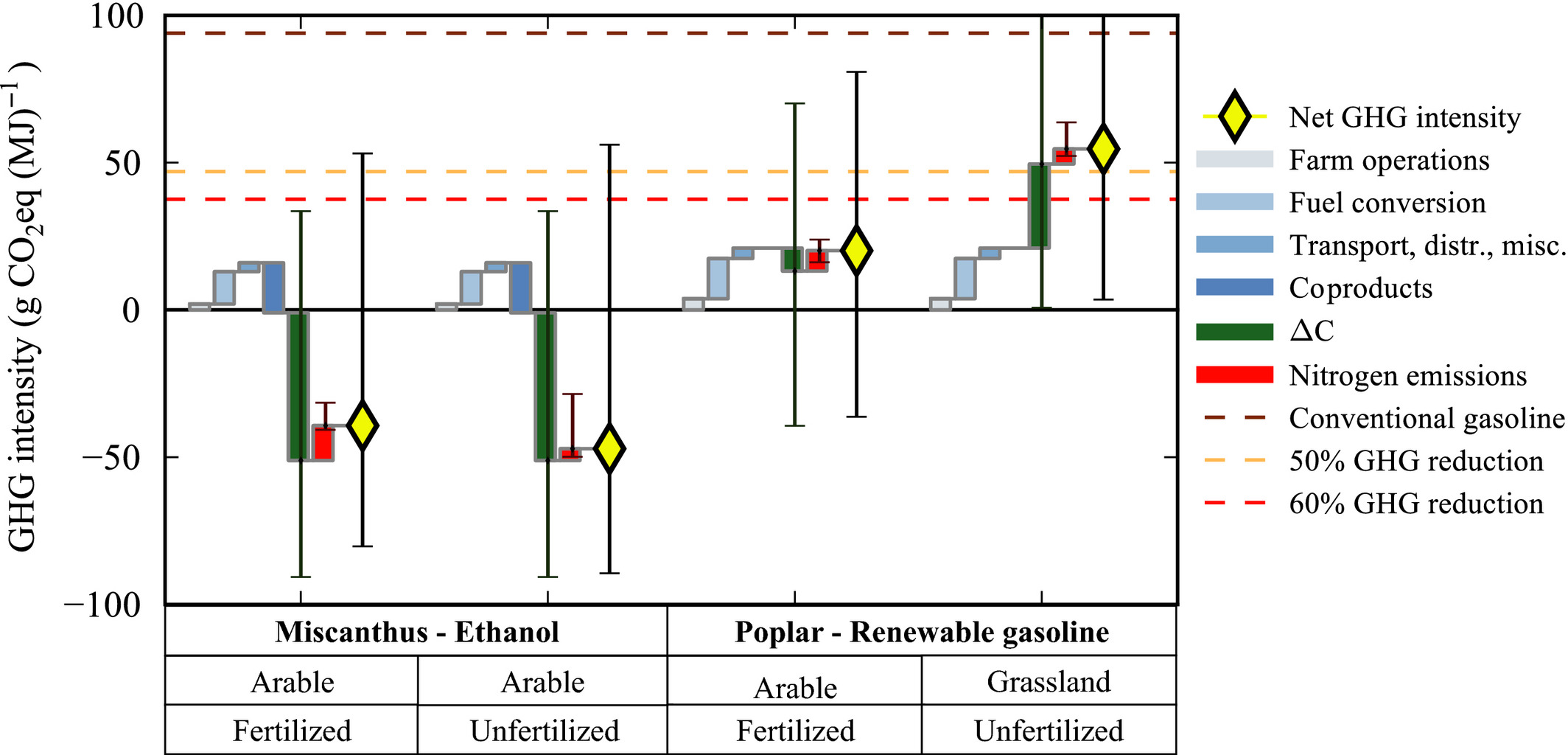
巨芒 (Miscanthus x giganteus) 生产路径的温室气体/二氧化碳/碳负效应

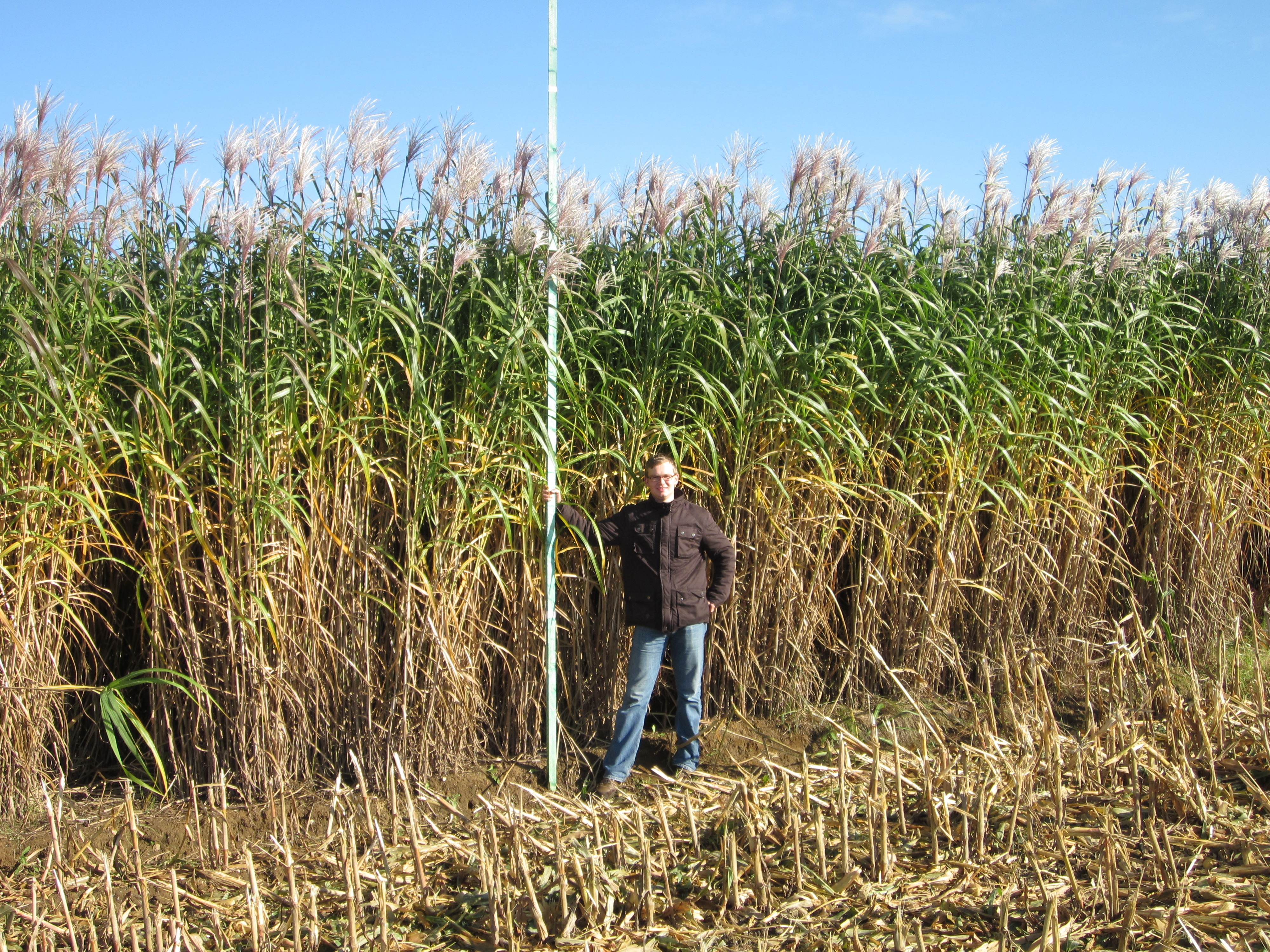
芒草-能源作物，德国。

在植物的生长过程中，它们会吸收大量的二氧化碳（CO2）。一般来说，普通森林的碳循环周期长达数十年，而短周期轮作森林（SRF）的碳循环时间为8-20年，短周期轮作森林（SRC）的碳循环时间仅为2-4年。与此相比，多年生草本植物如芒草的轮作周期仅为4至12个月。此外，生物质作物不仅在地上部分吸收CO2，还将碳储存于地下、根系和土壤之中。通常情况下，多年生作物吸收的碳要多于一年生作物，因为它们的根系生长能够在多个年度内持续进行而不受中断。而且，多年生作物避免了一年生作物种植所伴随的年度耕作程序，如犁地和挖掘，这些程序有助于土壤微生物分解可用碳并释放CO2。
据观察，柳枝稷作物下方的土壤有机碳含量高于耕地，特别是深度低于30 cm（12英寸）的土壤。  
碳封存量和温室气体(GHG) 排放量将决定生物能源项目的总温室气体生命周期成本是正、中性还是负。具体而言，如果地下总碳积累量超过了地上总生命周期温室气体排放量，则温室气体/碳负生命周期是可能的。
例如，对于芒草来说，碳中和甚至负电都是触手可及的。这意味着产量和相关的碳封存量非常大，超过了农场运营排放、燃料转换排放和运输排放的总和。 成功的固碳取决于种植地点，因为固碳的最佳土壤是目前缺碳的土壤。
对于英国来说，英格兰和威尔士大部分地区的耕地碳封存预计会成功，而苏格兰部分地区由于土壤（现有林地）碳含量已经丰富，碳封存预计会失败。此外，对于苏格兰来说，在寒冷的气候下产量相对较低，因此更难实现 CO 2负值。碳含量丰富的土壤包括泥炭地和成熟的森林。草原也可能富含碳，研究发现，英国最成功的碳封存发生在改良的草原下方。 